# Embalse de Pálmaces
El embalse de Pálmaces es un embalse situado en el cauce del río Cañamares, dentro del término municipal español de Pálmaces de Jadraque.

## Descripción

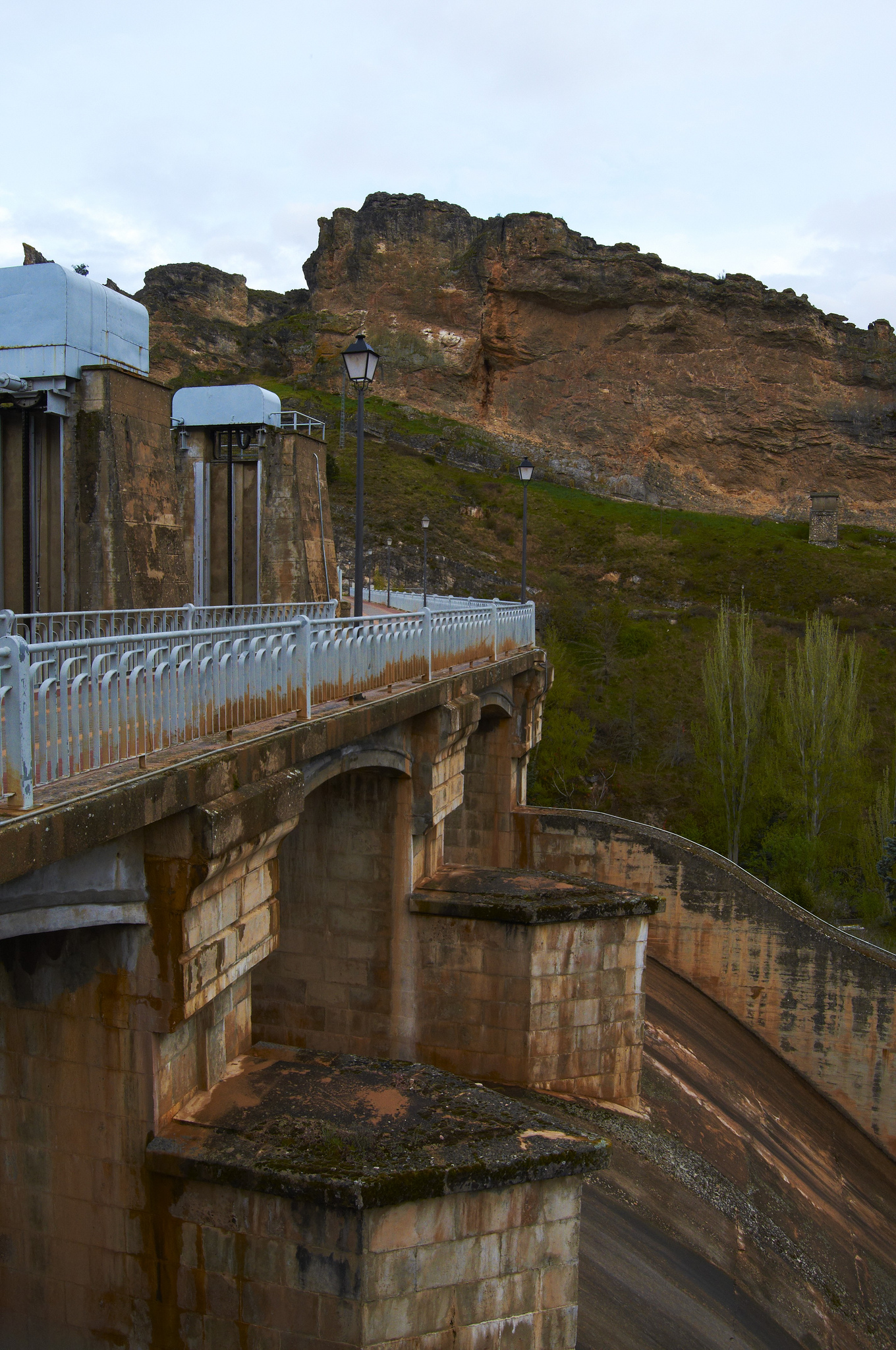
Presa

Se encuentra localizada dentro del término municipal de Pálmaces de Jadraque, en la provincia de Guadalajara, España. Fue construido en 1954 mediante la expropiación de las vegas de Pálmaces para el riego de tierras y para recreo. A mediados de cada verano se celebra en sus aguas y en su entorno el Triatlón de Pálmaces.